# Will-Erich Peuckert
Will-Erich Peuckert (Töppendorf, 11 maggio 1895 – Mühltal, 25 ottobre 1969) è stato un antropologo e saggista tedesco.
Studioso di riti religiosi, si è occupato, tra l'altro, di stregoneria e di sabba delle streghe. Ha dato una spiegazione complessiva originale della stregoneria popolare, scorgendo nelle orge del sabba la deformazione di ancestrali riti di fertilità. È una fonte notevole per Carlo Ginzburg, che nel suo "I Benandanti. Stregoneria e culti agrari tra Cinquecento e Seicento" vi fa continuo riferimento.
I suoi libri più importanti sono difficilmente reperibili in edizioni diverse da quelle originali in lingua tedesca.